# Езджан Аліоський
Езджан (Езган) Аліоський (мак. Езѓан Алиоски; нар. 12 лютого 1992, Прилеп) — македонський футболіст албанського походження, фланговий захисник, півзахисник саудівського клубу «Аль-Аглі» і національної збірної Македонії.

## Клубна кар'єра
Народився 12 лютого 1992 року в місті Прілеп. Вихованець футбольної школи клубу «Янг Бойз».
У професійному футболі дебютував 2010 року виступами за молодіжну команду клубу «Янг Бойз», в якій провів три сезони, взявши участь у 57 матчах чемпіонату.
Своєю грою за цю команду привернув увагу представників тренерського штабу клубу «Шаффгаузен», до складу якого приєднався 2013 року. Відіграв за команду з Шаффгаузена наступні два сезони своєї ігрової кар'єри. Більшість часу, проведеного у складі «Шаффгаузена», був основним гравцем команди.
До складу клубу «Лугано» потрапив у 2016 році на правах оренди, а вже влітку цього року підписав повноцінний контракт. Загалом за команду з Лугано провів 50 матчів у національному чемпіонаті.
13 липня 2017 македонець перейшов до англійського клубу «Лідс Юнайтед». 6 серпня 2017 дебютував у складі «Юнайтед» у переможній грі 3–2 проти «Болтон Вондерерз». 26 серпня Аліоський забив перший гол за «Юнайтед» у матчі проти «Ноттінгем Форест». У листопаді 2017 визнаний гравцем місяця клубу «Лідс Юнайтед». Перший сезон у складі «Юнайтед» Езджан завершив із сімома голами та  п’ятьма передачами.
11 серпня 2018 македонець відкрив лік забитим голам у новому сезоні в переможній грі 4–1 проти «Дербі Каунті». У квітня 2019 Аліоський зазнав травми меніску та пропустив решту сезону.
24 серпня 2019 Аліоський стає одним із авторів перемоги 3–0 над «Сток Сіті». За підсумками сезону «Лідс Юнайтед» повернувся до Прем'єр-ліги.
Загалом провів в Лідсі чотири сезони, стабільно як основний гравець команди, взявши участь у 161 грі в чемпіонатах Англії.
Сезон 2021/22 відіграв у саудівському «Аль-Аглі», після чого перейшов до турецького «Фенербахче».

## Виступи за збірні
2009 року дебютував у складі юнацької збірної Македонії, взяв участь у 14 іграх на юнацькому рівні.
Протягом 2012—2013 років залучався до складу молодіжної збірної Македонії. На молодіжному рівні зіграв у 9 офіційних матчах.
2013 року дебютував в офіційних матчах у складі національної збірної Македонії. Наразі провів у формі головної команди країни 67 матчів, забивши 12 голів.

## Титули і досягнення
- Володар Кубка Туреччини (1):

«Фенербахче»: 2022-23